# می‌خواستم پنهان شوم
می‌خواستم پنهان شوم (ایتالیایی: Volevo nascondermi، ت. «I Wanted to Hide») یک فیلم زندگی‌نامه‌ای درام به کارگردانی، نویسندگی و تدوین جیورجو دیمیتری است که درسال ۲۰۲۰ به نمایش درآمده است. این فیلم داستان زندگی نقاش مشهور ایتالیایی، آنتونیو لیگابوئه (با بازی الیو جرمانو) است که با مشکلات مختلف جسمی و روانی دست و پنجه نرم می‌کند. فیلم در هفتادمین جشنواره بین‌المللی فیلم برلین نامزد خرس طلایی شد. همچنین الیو جرمان برندهٔ جایزهٔ خرس نقره‌ای بهترین بازیگر شد.